# Lublin R.XVI
Plage i Laśkiewicz (Lublin) R-XVI – trzymiejscowy samolot sanitarny, transportowy i komunikacyjny produkcji polskiej z okresu dwudziestolecia międzywojennego.

## Historia
Ministerstwo Komunikacji zamówiło w zakładach Plage i Laśkiewicz samolot pasażerski będący rozwinięciem koncepcji Lublina R.XI. Inżynier Jerzy Rudlicki opracował projekt nowego samolotu, w którym zmieniono obrys płata z eliptycznego na trapezowy oraz zmniejszano ciężar własny konstrukcji.
Oblot w lutym 1932 roku został przeprowadzony na lotnisku fabrycznym przez pilota – oblatywacza Władysława Szulczewskiego. Samolot został skierowany na testy do Instytutu Technicznego Lotnictwa w Warszawie, a następnie na próby w PLL LOT. Badania ujawniły małą wytrzymałość konstrukcji, co powodowało zmniejszenie dopuszczalnego ciężaru użytecznego i ograniczenie liczby przewożonych pasażerów do dwóch. Te ograniczenia spowodowały, że konstrukcja przegrała konkurs na samolot pasażerski ogłoszony w PLL LOT, zwycięzcą został PWS-24. 
Samolot został zwrócony do wytwórni, gdzie został poddany modyfikacjom. Wzmocniono kadłub, a kabinę transportową przebudowano tak, by samolot wykorzystywać jako maszynę sanitarną. Prototyp oznaczony znakami SP-AKP został oblatany w połowie lutego 1933 roku. Samolot został zaprezentowany na VII Konkursie Lotnictwa Sanitarnego w Madrycie w dniach 1–4 czerwca 1933, gdzie zdobył pierwsze miejsce. Osiągnięte sukcesy (poza nagrodą samolot wykonał również rajd o długości 5730 km na trasie Warszawa–Madryt–Warszawa) spowodowały pojawienie się zamówień na egzemplarze seryjne. Zbudowano łącznie pięć egzemplarzy R-XVIb. 
W dniach 1–4 lipca 1938 roku samolot pilotowany przez kpt. Leszka Karczewskiego wziął udział w Międzynarodowym Konkursie Lotnictwa Sanitarnego w Esch-sur-Alzette w Luksemburgu. Podczas tego konkursu wykonano pokaz desantu patrolu sanitarnego z pokładu Lublina.
W czasie niemieckiej inwazji na Polskę we wrześniu 1939 roku w służbie polskiego lotnictwa wojskowego znajdowało się jeszcze sześć samolotów. Wykorzystywano je do ewakuacji rannych. Żadna z tych maszyn nie przetrwała wojny.

## Wersje
- R-XVIa - prototyp samolotu z modernizacjami
- R-XVIb - samolot produkcji seryjnej

## Konstrukcja
Lublin R.XVIb był konstrukcją w układzie wolnonośnego górnopłata.
Kadłub o konstrukcji kratownicowej spawanej z rur stalowych, kryty w okolicach silnika blachą a dalej płótnem. Kabina załogi dwuosobowa, prawy fotel przeznaczony dla mechanika pokładowego lewy dla pilota. Wyposażona w tablicę przyrządów zawierającą: prędkościomierz, zakrętomierz, wysokościomierz, busolę, obrotomierz, termometr i manometr oleju oraz wolant i orczyk. W przedziale sanitarnym znajdowało się miejsce dla sanitariusza oraz dla dwóch chorych (przewożonych na noszach umieszczonych jedne nad drugimi). Drzwi wejściowe do kabiny załogi znajdowały się z prawej strony kadłuba, nosze wkładano również z prawej strony.  
Płat jednoczęściowy o obrysie prostokątno-trapezowym, dwudźwigarowy, kryty sklejką. Wyposażony w lotki, w centralnej części mieścił się zbiornik paliwa o pojemności 256 litrów. 
Podwozie stałe, trójpunktowe z płozą ogonową. Golenie główne wykonane z rur stalowych z amortyzatorami olejowo-powietrznymi typu PZL-235 mocowanymi do płata. Koła główne z hamulcami pneumatycznymi. Płoza ogonowa amortyzowana sznurami i krążkami gumowymi.
Napęd – 9-cylindrowy silnik gwiazdowy (Wright Whirlwind J-5) (budowany na licencji przez Skodę), napędzającym drewniane dwułopatowe śmigło o stałym skoku. Silnik był zamontowany na łożu z rur stalowych, oddzielony od kadłuba ściną ogniową. Na łożu silnika znajdował się zbiornik oleju o pojemności 23. litrów i gaśnica.